# Varsenare
Varsenare is een dorp in de Belgische provincie West-Vlaanderen en een deelgemeente van Jabbeke, het was een zelfstandige gemeente tot aan de gemeentelijke herindeling van 1977. Het dorp ligt ten oosten van Jabbeke-centrum, tegen Sint-Andries en de stedelijke agglomeratie van Brugge. Door de invloed van deze stad is Varsenare uitgegroeid tot de dichtst bevolkte deelgemeente van Jabbeke.

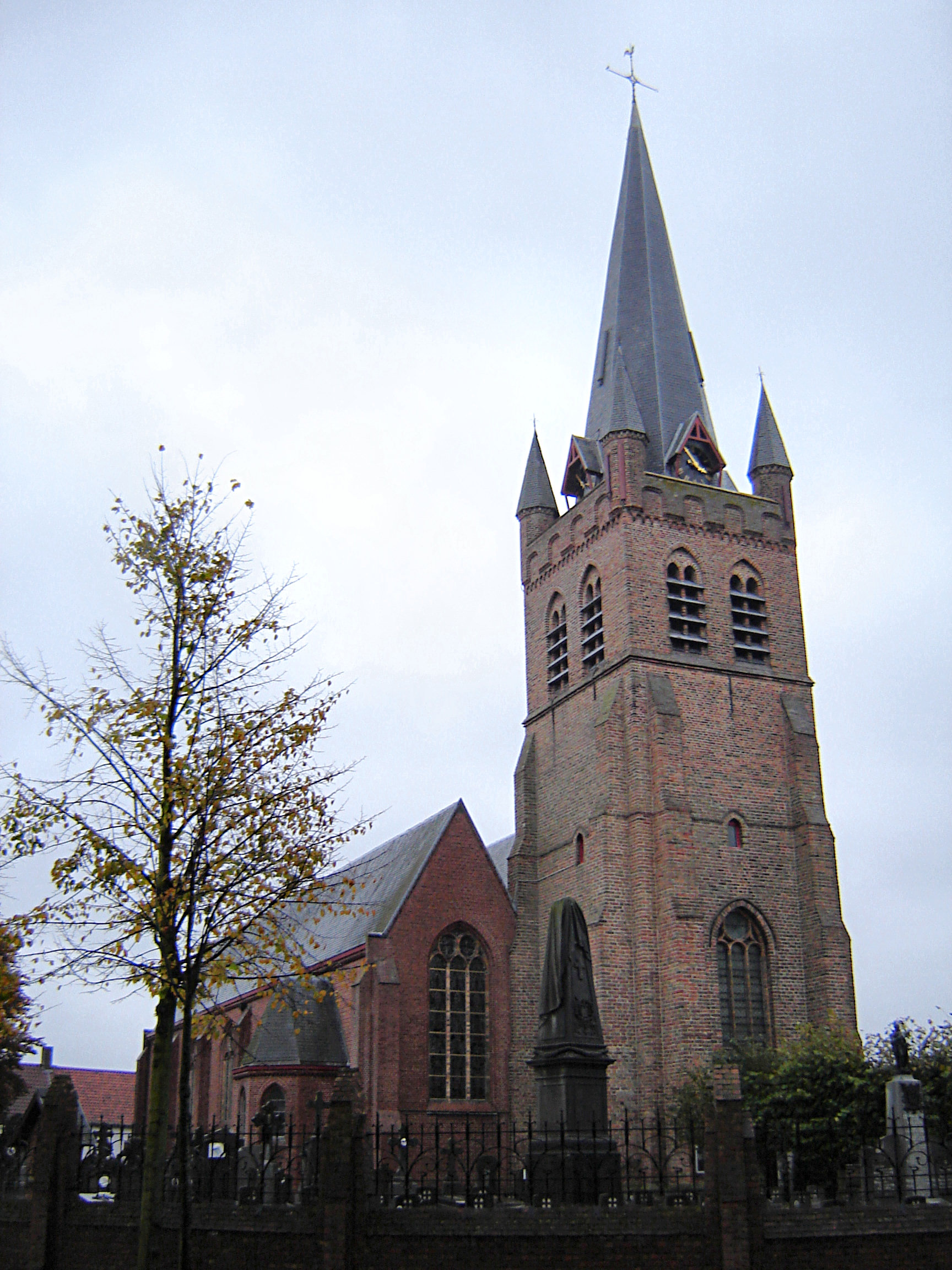
Sint-Mauritiuskerk

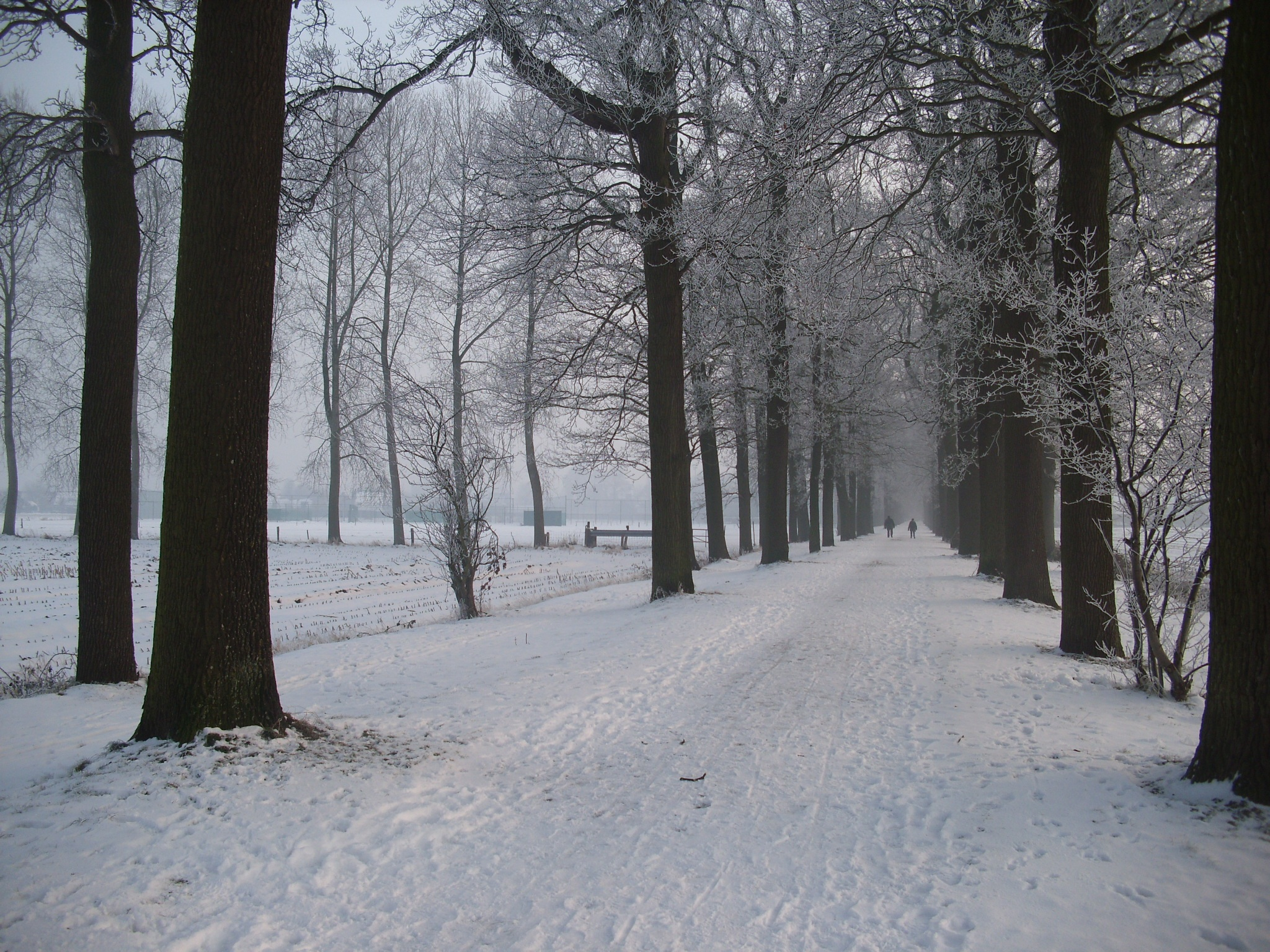
Dreef doorheen de heerlijkheid van Straeten

## Geschiedenis
Op de plek die nu Varsenare heet, was er al bewoning in het IJzertijdperk.. Er was een eerste nederzetting van Keltische oorsprong drie eeuwen voor Christus en vervolgens van Moriners. In de Romeinse tijd heette de nederzetting Fraxinaria.
Varsenare werd met de naam Fresnere voor het eerst officieus vermeld in 900 in de Pagus Flandrensis en voor het eerst officieel in 1003 in een oorkonde van graaf Boudewijn IV. Na korte tijd, in 1046, werd het Varssenaere.
Gedurende het hele ancien régime behoorde Varsenare tot de ambachten van Straten en van Varsenare, en werd door de heren met die namen bestuurd, gevolgd door de heren van Gistel en de l'Espée. In 1796 werd Varsenare onderdeel van het kanton Houtave en in 1800 werd het een zelfstandige gemeente en dit tot aan de fusie met Jabbeke in 1977.

## Demografische ontwikkeling
- Bronnen:NIS, Opm:1831 tot en met 1970=volkstellingen; 1976 = inwoneraantal op 31 december

## Bezienswaardigheden

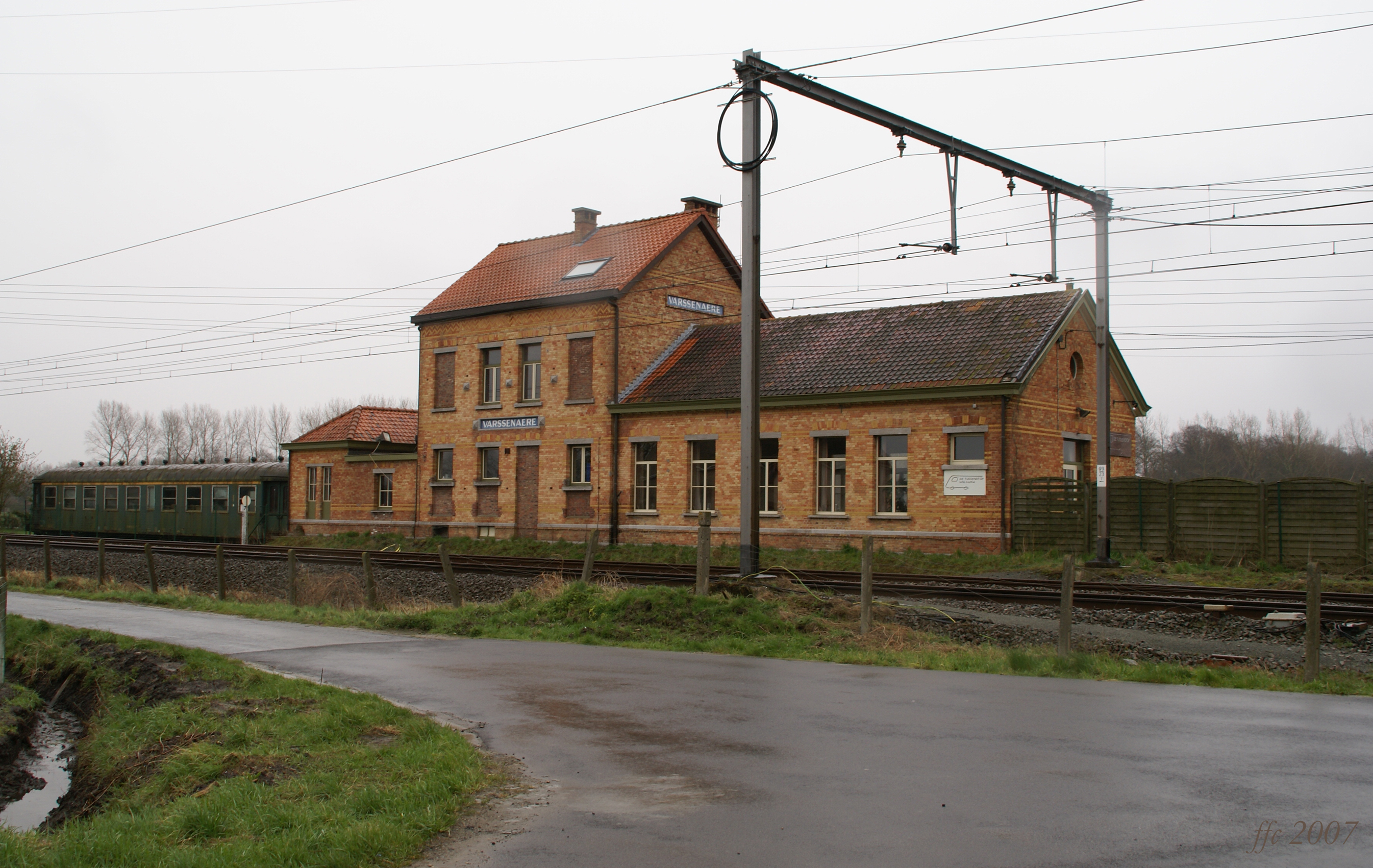
Voormalig NMBS-station "Varssenaere" op de lijn Brugge-Oostende

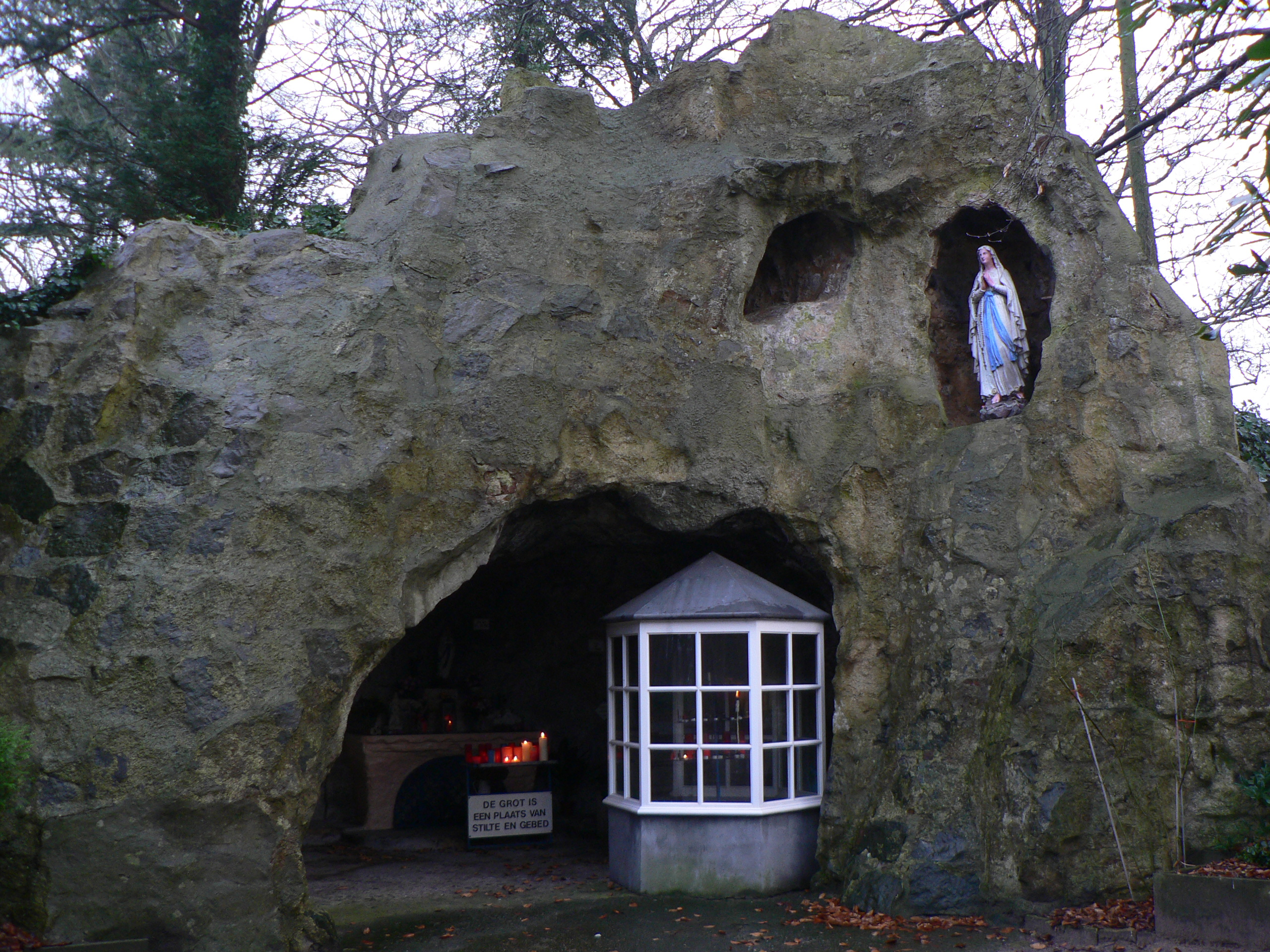
De Mans' rots op het domein van de Witte Paters.

- De Sint-Mauritiuskerk is een neogotische kerk gebouwd in 1896-1897, met behoud van enkele relicten van de oorspronkelijke kerk, onder meer het romaanse ingangsportaal en de vroeggotische westtoren daterend uit begin 13de eeuw. De hulpkapel die in Varsenare bestond, werd in 1116 tot parochie verheven en de kerk werd toegewijd aan de H. Mauritius en gezellen. De kerk werd in de 16de eeuw grondig verbouwd. Het neogotische kerkgebouw kwam er op het eind van de 19de eeuw. Het oude torenportaal is beschermd sinds 1939.
- Het voormalige station Varsenare.
- Het historisch kasteeldomein De Blauwe Toren, sinds 1936 bewoond door de  Witte Paters van Afrika. Op hun domein: de Lourdesgrot opgericht door de vroegere eigenaars, de familie de Man.
- Kasteel Santa Maria.
- Kasteel De Zandberg.
- Het domein Hof van Straeten.
- Het Hof van Proven.
- Nieuwegekapel van 1873-1875, gebouwd in opdracht van Alfred de Man-van Caloen en gewijd aan Onze-Lieve-Vrouw.

## Natuur en landschap
Varsenare ligt aan de noordgrens van Zandig Vlaanderen. In het noorden begint het West-Vlaams polderland en daar vindt men ook het Kanaal Brugge-Oostende. De hoogte bedraagt ongeveer 12 meter. De bebouwde oppervlakte is, door de nabijheid van de Brugse agglomeratie, sterk uitgebreid. Verder zijn er veel landgoederen en kasteelachtige hoeven. Deze sluiten aan bij soortgelijke landgoederen in de naburige plaats Sint-Andries.

## Sport
- Het schuttersgilde Sint-Sebastiaan werd gesticht in 1563 en bleef actief tot in 1796. De Sint-Sebastiaanstraat herinnert aan dit gilde.
- In het dorp speelt voetbalclub KFC Varsenare. De club werd onder de naam F.C. d'Altena gesticht in 1927 en sloot aan bij het Liefhebbersverbond Brugge. In 1933 werd de F.C. Varsenare opgericht en sloot aan bij de KBVB. De club speelde over het algemeen in 2de Provinciale, provinciale reeksen.
- In de Eerste Nationale van het dameskrachtbal speelt Atlas Varsenare. De club werd zevenmaal landskampioen en won viermaal de Beker van België (krachtbal).

## Trivia

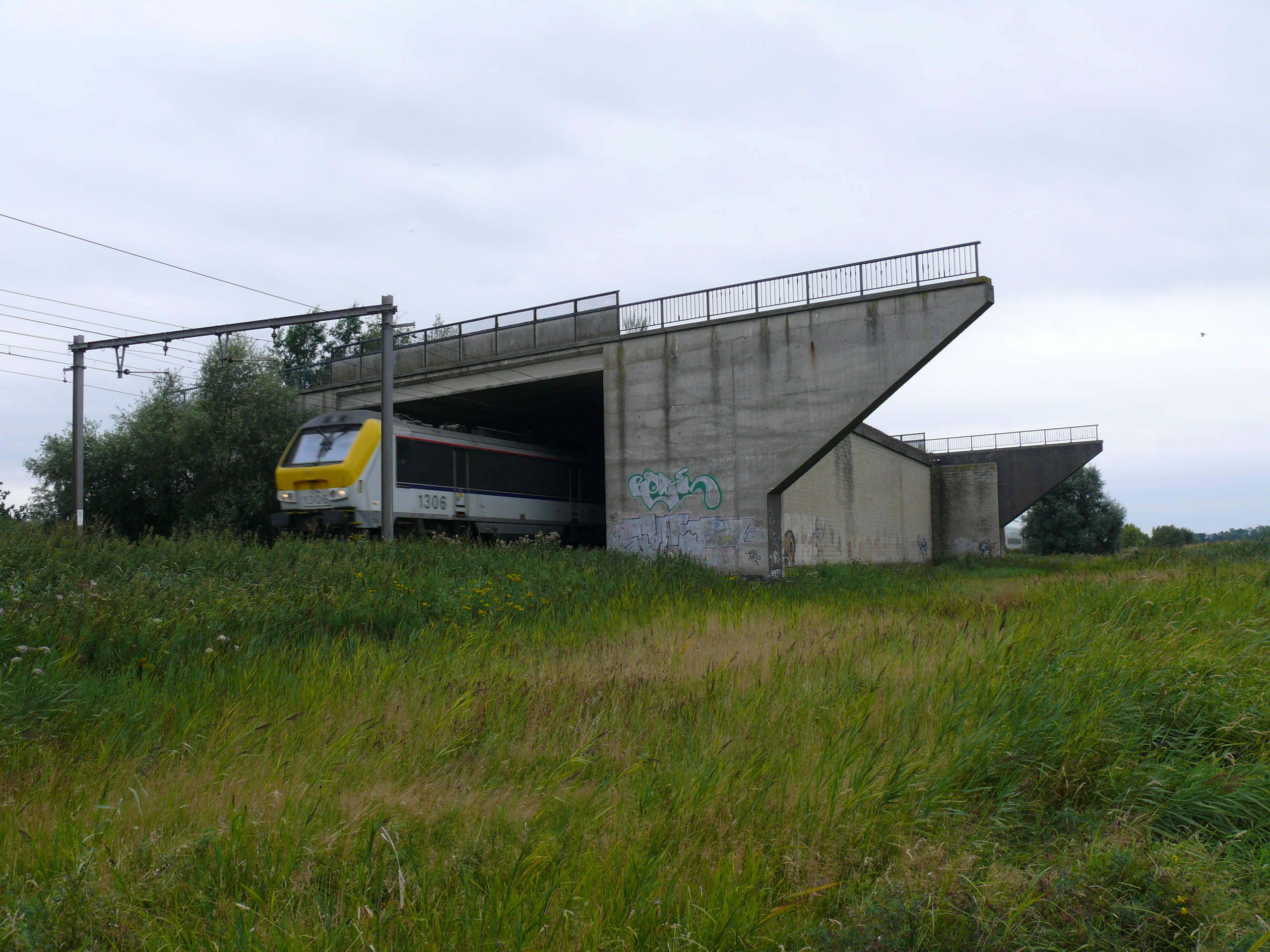
Een van de twee zogenaamde 'spookbruggen'

- De spookbruggen van Varsenare waren twee bruggen die van 1976 tot 2011 onafgewerkt in het landschap stonden, zonder dat er een weg over liep.[2]

## Geboren
- Jeanne de Man (1868-1969), edelvrouw, heemkundige en mecenas
- Marnix Goegebeur (1962), atleet
- Johan Museeuw (1965), wielrenner
- Birger Maertens (1980), voetballer
- Jasper Vergoote (1992), voetbalscheidsrechter

## Nabijgelegen kernen
Jabbeke, Houtave, Sint-Andries, Snellegem